# Антонін Маша
Антонін Маша (чеськ. Antonín Máša; 22 липня 1935, Віснова — 4 жовтня 2001, Пржибрам) — чеський письменник, сценарист, драматург, режисер, публіцист та кінорежисер. Його фільм «Готель для незнайомців» брав участь в Каннському кінофестивалі.

## Життєпис
Народився 22 липня 1935 року у Віснова поблизу Пржибрама. Він закінчив гімназію в Пршибрамі, а потім поїхав до Праги, щоб вивчати журналістику, але незакінчив навчання. Незважаючи на це, він почав повністю віддаватися роботі професійного журналіста. Пізніше він подав документи на Факультет кіно і телебачення Академії музичного мистецтва у Празі, на спеціальність «драматургія та сценарист» і успішно закінчив у 1963 році. Через два роки після закінчення навчання з'явився його перший сценарій. Він був створений під дебютним керівництвом Евальда Шорма. Фільм називався «Кожен день мужності». Антонін Маша дебютував як режисер рік потому фільмом «Мандрівка», де він аналізує суперечності між поколіннями між батьками та їхніми дітьми. 50 проти 60-ті роки.
Цим своїм першим фільмом він повністю долучається до так званої нової хвилі чехословацького кінематографа 1960-х років. Цю невимушену і, звичайно, трохи експериментальну атмосферу він чудово зобразив у своєму наступному фільмі «Чужий готель» у 1966 року, де на чолі з Петром Чепеком знімалися актори Празького драматичного клубу того часу. Безсумнівно, пік його кіно припав на 1968 рік, де, згідно з автобіографічною книгою письменниці Мілени Гонзікової, він зняв цілком щирий і рефлексивний фільм «Озираючись назад», в якому Петро Чепек знову сяяв разом із чудовою Їржиною Требіцькою. Фільм безкомпромісно критикує настання та розвиток комуністичної доби. Можливо, через це, але головним чином у результаті нормалізації, його звільнили з кіностудії Баррандов у 1971 році, а інші його фільми перебували під дуже суворим наглядом, і, можна сказати, вони також постраждали в художньому плані. У цей час він також писав сценарії під іншими іменами, як і багато інших письменників. З 1977 року також працював у театрі «Laterna magika».
У 1972 році він зняв фільм «Родео» з середовища мотокросистів, в якому також фігурували професійні гонщики. У 1977 році почав працювати над темою виведення нацистських військ у воєнному фільмі «Чому не вірити в дива». Проте цензура була настільки сильною, що художньо-драматургічна сторона фільму знову була повністю затьмарена необхідністю агітації. Інші фільми вже уникли партійної цензури, але, на жаль, не мали великого успіху. Це були фільми «Тиша» 1989 року (прем'єра 1990 року) та поточна театральна транскрипція п'єси Евальда Шрома «Це були ми?» з 1990 року.
У цей післяреволюційний рік Антонін Маша також повертається на кіностудію Баррандов, де працював керівником творчої групи. Однак нова ера не принесла нових кінопроектів, тому Антонін Маша перестав займатися творчістю. Він помер у віці 66 років 4 жовтня 2001 року в Пршибрамі.

## Сім'я
- Син — Павел Маша — журналіст та дипломат. Надзвичайний і Повноважний Посол Чехії в Україні (1993—1997).

## Фільмографія
- Сміливість на кожен день (1965) — сценарист
- Пошук (1965) — сценарист і режисер
- Готель для незнайомців (1967) — сценарист і режисер
- Озираючись назад (1968) — сценарист і режисер
- Родео (1972) — сценарист і режисер
- Чому не вірити в дива (1977) — сценарист і режисер
- Свято для собаки (1980) — сценарист
- Що з вами має значення, докторе? (1984) — сценарист
- Тиша жайворонків (1989) — сценарист і режисер
- Ми справді були такими? (1990) — сценарист і режисер